# بخش جالندهر
بخش جالندهر (به انگلیسی: Jalandhar district) یک بخش در هند است که در پنجاب واقع شده‌است. بخش جالندهر ۲٬۶۳۲ کیلومتر مربع مساحت دارد.